# Shatton
Shatton – przysiółek w Anglii, w Derbyshire. Leży 24,8 km od miasta Matlock, 48,7 km od miasta Derby i 230,7 km od Londynu. Shatton jest wspomniana w Domesday Book (1086) jako Scetune.